# Hôtel Monterey
Pour plus de détails, voir Fiche technique et Distribution.
Hôtel Monterey est un documentaire belge non sonorisé, réalisé par Chantal Akerman en 1972.

## Synopsis
Le film présente un hôtel pour personnes défavorisées de New York.

## Fiche technique
- Titre original : Hôtel Monterey
- Réalisation : Chantal Akerman
- Scénario : Chantal Akerman
- Photographie : Babette Mangolte
- Montage : Geneviève Luciani
- Production : Chantal Akerman
- Société de production : Chant
- Pays d'origine :  Belgique[1],  États-Unis[2]
- Langue originale : français
- Format : couleur  — 16 mm — muet
- Genre : Documentaire
- Durée : 63 minutes